# Mobelha-de-bico-amarelo
A mobelha-de-bico-amarelo (Gavia adamsii) é uma ave da família Gaviidae. É a maior entre todas as outras mobelhas. Nidifica no ártico, na Rússia, Alasca e Canadá, e inverna no mar, principalmente nas costas da Noruega e no oeste do Canadá.